# Armand Gaston Camus

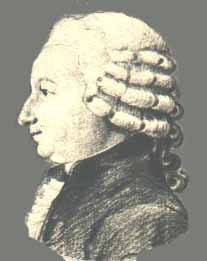
Armand Gaston Camus

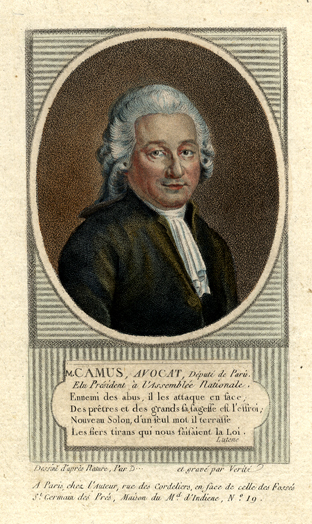
Armand-Gaston Camus

Armand Gaston Camus (* 2. April 1740 in Paris; † 2. November 1804 ebenda) war ein französischer Politiker während der französischen Revolution, Publizist und Nationalarchivar.

## Leben
Er studierte Rechtswissenschaften. Später war er ein anerkannter Spezialist für das kanonische Recht. Er vertrat den Klerus als Anwalt beim Parlement von Paris. Er war auch Rat des Kurfürsten von Trier und des Fürsten von Salm-Salm. Weil er sich für eine Reform des Gerichtshofes einsetzte, musste er sein Amt niederlegen. Camus betrieb danach literarische und historische Studien und übersetzte die Naturgeschichte der Tiere des Aristoteles ins Französische. Ab 1785 war er Mitglied der Académie des Inscriptions et Belles-Lettres.
Er wurde in die Generalstände von 1789 als Vertreter des Dritten Standes in Paris gewählt. Er gehörte in der Anfangszeit der Versammlung zu den führenden Köpfen des Dritten Standes. Er sammelte als Sekretär der Versammlung die Unterschriften der Abgeordneten für den Ballhausschwur und war einer der ersten, die schworen, nicht eher auseinanderzugehen, bis eine Verfassung erarbeitet sei. Die verfassunggebende Nationalversammlung ernannte ihn 1790 zum Archivar des Nationalarchivs.
Als Nationalarchivar sammelte er zahlreiche Schriftstücke zur Tätigkeit der Nationalversammlung. Weil ein Gesetz von 1794 den Zugang zum Archiv festgeschrieben hatte, musste er dieses nach neuen Prinzipien in Hinblick auf die Benutzbarkeit aufbauen.
In der verfassunggebenden Nationalversammlung machte sich Camus vor allem als Redner gegen Klerus und Adel einen Namen. Er kritisierte die sozialen Unterschiede und plädierte für den Verkauf des Besitzes der Emigranten. Insbesondere setzte er sich für die Zivilkonstitution des Klerus ein. Nicht zuletzt auf ihn geht die Inbesitznahme der südfranzösischen päpstlichen Besitzungen Avignon und Comtat Venaissin zurück. Er selbst war tief gläubig und Anhänger des Jansenismus. Er war im Oktober/November 1789 Präsident der verfassunggebenden Nationalversammlung.
Später war Camus Mitglied im Nationalkonvent und vertrat die obere Loire. Im Jahr 1792 wurde er zur Beobachtung von General Dumouriez nach Belgien entsandt. Ein Jahr später klagte er den General an und wurde auf einer weiteren Reise zur Verhaftung des Generals zusammen mit anderen Abgesandten von Dumouriez gefangen genommen und an die Österreicher ausgeliefert.
Als Gefangener übersetzte er antike Texte. Nach einer Gefangenschaft von dreißig Monaten wurde er gemeinsam mit weiteren Franzosen in österreichischer Gefangenschaft gegen Marie Thérèse Charlotte de Bourbon, eine Tochter Ludwigs XVI., ausgetauscht. Er gehörte nach seiner Freilassung dem Rat der Fünfhundert an und war auch dort zeitweise Präsident der Versammlung. Verschiedentlich wurde ihm das Amt des Finanz- oder Polizeiministers angeboten, was er aber stets ablehnte.
Er wandte sich vergeblich gegen den unumschränkten Machtanspruch Napoleons als erster Konsul. Er erhielt 1800 den Auftrag, in der Provinz alte Chroniken zu sammeln. Die Ergebnisse veröffentlichte er 1803 in zwei Bänden.